# Серторианская война

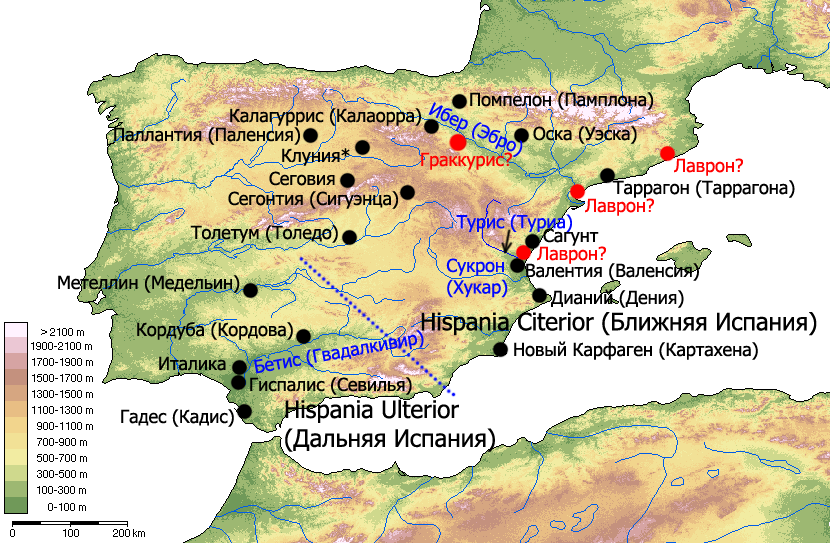
Римская Испания во времена Серторианской войны. Подписаны важнейшие города и реки, где разворачивались события войны. Синей пунктирной линией обозначена примерная граница между Ближней и Дальней Испанией. Локализация городов, обозначенных и подписанных красным цветом, достоверно не установлена

Серториа́нская война́, или Серто́риева война (лат. Bellum Sertorium; 82—72 годы до н. э.), — военный конфликт между сторонниками Луция Корнелия Суллы, захватившего власть в Риме, с одной стороны, и марианцами во главе с Квинтом Серторием — с другой, который происходил на территории Римской Испании и стал частью римских гражданских войн I века до н. э. На стороне марианцев в ней участвовал ряд испанских племён.
Квинт Серторий в 82 году до н. э. стал наместником провинции Ближняя Испания и в этом качестве начал борьбу против сулланцев. В 81 году был вытеснен с Пиренейского полуострова в Мавретанию, но в 80 году вернулся, заключил союз с местными племенами и установил контроль над существенной частью двух испанских провинций Рима. Сулланскому режиму пришлось сосредоточить против него огромные силы — до 130 тысяч воинов. С 79 года ими командовал Квинт Цецилий Метелл Пий, к которому в 76 году присоединился Гней Помпей Великий. Серторий, используя партизанскую тактику и исключительное влияние на коренное население Испании, наладил эффективную оборону, периодически одерживая победы над врагом. В 76 году он разбил Помпея при Лавроне, в 75 году — на реке Сукрон (ныне Хукар). Но армии его легатов были уничтожены при Валентии и Италике, поэтому после 75 года территория, контролируемая марианцами, постоянно уменьшалась. В 73 году Серторий был убит заговорщиками. Это вызвало раскол в стане мятежников и ослабило их, благодаря чему Помпей легко одержал победу в решающем сражении.

## Испания в начале I века до н. э.
Большая часть Пиренейского полуострова к началу I века до н. э. входила в состав Римской державы. Ещё в 197 году здесь были образованы две провинции. Ближняя Испания включала нижнее и среднее течение реки Ибер и побережье Средиземного моря до Нового Карфагена, который стал административным центром; Дальняя Испания включала Бетику, и здесь главным городом была Кордуба. В ходе почти непрерывных войн к 133 году владения Рима существенно расширились за счёт регионов в центре и на западе страны, но при этом многие земли подчинялись римским наместникам только номинально. Исследователи различают по степени проникновения завоевателей три территориальные зоны. На средиземноморском побережье, на среднем течении Ибера и к югу от реки Ана позиции римлян были прочнее всего: большая часть местных общин была на положении подданных, платила трибут, не имела собственного оружия и содержала римские гарнизоны; жители центральной части полуострова были вассалами Республики, тоже платили трибут и предоставляли вспомогательные войска; наконец, были ещё земли веттонов и ваккеев в Кельтиберии, территории к западу и северу от Аны, которые подчинялись Риму только формально. Иногда наместники брали у отдельных общин заложников или переселяли отдельные племена с гор на равнины, но в целом они старались сохранять status quo.
Лузитания, занимавшая весь юго-запад Пиренейского полуострова, была покорена Децимом Юнием Брутом в 138—137 годах до н. э., но это завоевание стало простой формальностью. К моменту мятежа Сертория сильный и многочисленный народ лузитанов оставался фактически независимым от Рима. Продолжали сопротивление васконы на крайнем севере, не подчинялись Республике астуры и кантабры. Римлянам приходилось регулярно подавлять восстания в Ближней Кельтиберии, отражать набеги лузитанов, вести малую войну с ваккеями.
Общины на территориях, непосредственно подчинявшихся наместникам, занимали разное положение. Наибольшими привилегиями пользовались города, заключившие специальный договор с Римом и считавшиеся свободными; к ним относились некоторые финикийские и греческие колонии (Эмпорион, Малака, Эбес), туземный город Сагунт, а также, возможно, ещё несколько общин. Эти города пользовались полным самоуправлением, не платили налогов и не были обязаны содержать римские гарнизоны. В случае войны их обязанности ограничивались моральной поддержкой. Civitates stipendiariae должны были платить Риму подати, а их земли считались ager provincialis, но при этом такие общины обладали внутренней автономией. Наконец, существовала категория дедитициев: это были общины, которые в ходе войн сдались на милость римлян и стали простыми подданными. Они находились в полной власти провинциальной администрации, и их положение не регулировалось какими-либо законами.
Кроме того, на территории Испании существовали города с римским устройством. В первую очередь это были города, основанные наместниками: Тарракон, Италика, Гракхурис. Возможно, Италика к 80-м годам до н. э. имела статус латинской колонии, а вместе с ней — Илерда, Картея, Кордуба. Римских колоний в Испании в эпоху Серторианской войны ещё не было. Тем не менее происходила активная колонизация страны выходцами из Рима в частности и Италии в целом: здесь селились отслужившие свой срок ветераны, обедневшие крестьяне, представители деловых кругов, которых привлекали природные богатства Испании. В начале I века до н. э. в целом ряде городов потомки переселенцев вытеснили или полностью ассимилировали туземцев. При этом основную часть колонистов составляли не собственно римляне, а италики, выходцы в первую очередь из Кампании, а во вторую, возможно, из Этрурии.
Параллельно происходило приобщение к римско-италийской культуре туземцев. Испанцы усваивали латинский язык и римский образ жизни, служа в армии Республики; некоторые из них получали за заслуги римское гражданство, но в 80-е годы до н. э. это всё ещё было редкостью. Об успехах романизации говорит тот факт, что многие города чеканили монеты с легендами на латинском языке, начали приобретать римский облик; в них появляются латинские школы. Получили широкое распространение римские имена. В целом романизация к началу I века до н. э. достигла огромных успехов в бассейнах Ибера и Бетиса и намного более скромных в других регионах. Но главным её достижением исследователи считают тот факт, что туземные жители Испании уже не видели своё будущее вне пределов Римской державы и стремились уподобиться римлянам. Именно это сделало возможным их активное вовлечение в римские гражданские войны.

## Предыстория
В 88 году до н. э. внутриполитическая борьба в Римской республике переросла в гражданскую войну. Народный трибун Публий Сульпиций инициировал принятие закона о перераспределении новых граждан из числа италиков по всем трибам, что должно было полностью изменить соотношение сил в народном собрании. Кроме того, Сульпиций попытался лишить Луция Корнелия Суллу командования в начинавшейся тогда войне с Митридатом Понтийским и передать это командование старому, но заслуженному полководцу Гаю Марию. Не смирившись с этим, Сулла поднял мятеж, занял Рим и казнил Сульпиция; Марию же пришлось бежать из Италии.
Вскоре ситуация радикально изменилась. Сулла отбыл на Балканы, а один из консулов 87 года до н. э., Луций Корнелий Цинна, снова поднял тему перераспределения италиков по трибам. После того, как его отрешили от должности, он склонил на свою сторону армию, заключил союз с вернувшимся из изгнания Марием и осадил Рим. На этом этапе гражданской войны среди сторонников Цинны появляется Квинт Серторий, новый человек из земли сабинов, имевший репутацию храбреца и способного военачальника и командовавший одной из четырёх осадных армий. Рим в конце концов сдался, и марианцы казнили ряд враждебных им нобилей (конец 87 — начало 86 гг. до н. э.). За этим последовали несколько лет относительной стабильности, в течение которых правительство Цинны и его преемника Гнея Папирия Карбона (Гай Марий умер уже в январе 86 года) контролировало Италию, Африку, Испанию и обе Галлии, а Сулла — балканские провинции и после заключения мира с Митридатом Азию.
Весной 83 года до н. э. Сулла высадился в Италии, и началась новая гражданская война. Марианцы с самого начала терпели поражения. Серторий, будучи не в силах этому помешать, в конце года уехал на Пиренейский полуостров: в 90-е годы он служил в Испании и оставил там о себе хорошую память. Одни источники утверждают, что Серторий уехал самовольно, чтобы «превратить эту страну… в убежище для друзей, разбитых в Италии»; другие — что он получил полномочия наместника Ближней Испании от марианского руководства, желавшего укрепить власть своей «партии» в одной из провинций и избавиться от критики. Учёные предполагают, что более достоверна вторая версия.
До этого Испания уже становилась убежищем для политических изгнанников и местом действия для римской гражданской войны. Так, на Пиренейском полуострове укрылись в 87 году до н. э. друзья Цинны; молодой нобиль Марк Лициний Красс, враждебный Марию, в 86 году до н. э. бежал в Испанию и восемь месяцев скрывался в пещере, а позже собрал войско и взял город Малака. Таким образом, в Испании были сторонники обеих «партий».

## Серторианская война

### Первое наместничество и изгнание Сертория
Квинт Серторий отправился в Испанию в конце 83 или начале 82 года до н. э. Скорее всего, с ним был только небольшой отряд; известно, что квестором Сертория был Луций Гиртулей, ставший ближайшим его сподвижником на последующие годы. Серторию пришлось силой подчинять провинцию своей власти. Аппиан пишет, что «прежние наместники не хотели принять его». Отсюда некоторые историки делают вывод, что Ближнюю Испанию контролировали сулланцы, которых Серторий разбил; согласно другому мнению, проконсул столкнулся только с волнениями среди местных племён. Серторий стабилизировал ситуацию, снизив подати, отменив для военных постой в городах и наладив отношения с племенной знатью. По словам Саллюстия, испанцы полюбили наместника «за умеренное и безупречное правление».
Несмотря на эту любовь, Серторий считал своей основной опорой колонистов из числа римлян и италиков. Он поставил в строй всех способных носить оружие из этой категории, «держал под пристальным наблюдением» города и строил военный флот. Первоочередной целью этой деятельности было удержание в подчинении испанцев, но вскоре возникла новая угроза. Сулла одержал полную победу над марианцами в Италии, и его полководцы начали устанавливать контроль над западными провинциями. Имя Сертория было включено в первый проскрипционный список, так что речь шла не только о его карьерных перспективах, но и о жизни. Предположительно, Сулла назначил новым наместником Ближней Испании Гая Анния Луска, который весной 81 года до н. э. двинулся через Пиренеи. Под его командованием было до 20 тысяч воинов, а Серторий мог противопоставить этим силам около 9 тысяч человек; вопрос о том, были ли среди них представители местных племён, остаётся открытым.
В Пиренеях путь Гаю Аннию преградил шеститысячный отряд марианцев под командованием одного из подчинённых Сертория, Луция Салинатора. Но вскоре последний был убит предателем, и его люди оставили позиции. Гай Анний вторгся в провинцию, Серторий, оказавшийся не в состоянии принять бой, бежал в Новый Карфаген и там погрузил остатки своих войск на корабли. Причину тому, почему он так легко признал поражение, историки видят не только в подавляющем численном превосходстве сулланцев. Вероятно, Серторий был непопулярен у собственных воинов (здесь могла сказаться отмена зимних постоев в городах); кроме того, население провинции, как испанское, так и римско-италийское, должно было понимать бесперспективность дальнейшей борьбы, учитывая победы сулланцев по всей Римской державе. Ключевую роль, по мнению И. Гурина, могло сыграть отсутствие поддержки со стороны кельтиберов.
На какое-то время сулланцы установили контроль над всей Римской Испанией. Серторий переправился в Мавретанию, но там понёс потери в стычке с местным населением, а потому решил вернуться. Изгнанники высадились, предположительно, в районе Малаки; они тут же были разбиты, но в открытом море получили помощь от киликийских пиратов и смогли занять остров Питиуса. Вскоре здесь появился флот Гая Анния. Серторий дал врагу сражение, но его лёгкие корабли мало для этого подходили. Мистраль разбросал их по морю; только спустя 10 дней Серторий «с немногими кораблями» смог пристать к каким-то островам. Потом он прошёл Гадесский пролив и снова высадился в Испании, недалеко от устья Бетиса. Исследователи обращают внимание на то, что это была одна из наиболее романизированных частей страны. Таким образом, Серторий мог выбрать это место для высадки в расчёте на помощь со стороны местных провинциалов. Эти надежды не оправдались, но, во всяком случае, изгнанники смогли расположиться здесь на длительный отдых, после которого вернулись в Мавретанию.
В этой стране тогда шла гражданская война: свергнутый ранее Аскалид пытался вернуть себе престол. Серторий вмешался в этот конфликт, по словам Плутарха, рассчитывая, «что его соратники, ободрённые новыми успехами, увидят в них залог дальнейших подвигов и потому не рассеются, охваченные унынием». Из этого пассажа в историографии делают вывод, что проблема дезертирства на тот момент была очень острой: малочисленные сторонники Сертория явно считали сложившуюся ситуацию безвыходной.
Изгнанники встали на сторону действующего царя. Серторий возглавил армию этого правителя и осадил Аскалида, поддержанного киликийскими пиратами, в Тингисе. На помощь осаждённым пришли сулланцы из Дальней Испании под командованием Вибия Пакциана. Серторий разбил этот отряд, а солдат противника привлёк на свою сторону. По словам Плутарха, после взятия Тингиса Мавретания оказалась под полным контролем Сертория, но греческий писатель, по-видимому, преувеличивает: серторианцы были, скорее, на положении военных специалистов и не могли распоряжаться властью в целом царстве.
Вскоре после этого успеха к Серторию прибыли послы лузитанов, которые предложили ему стать их вождём. Плутарх пишет, что такое приглашение лузитаны сделали, «узнав о характере Сертория от его спутников». Это может означать, что инициатива принадлежала Квинту: он мог специально направить своих людей в Испанию, чтобы подготовить почву для нового появления в этой стране. Союз был заключён. В связи с этим некоторые учёные считают, что Серторий изменил Римской республике или, по крайней мере, пошёл на полный разрыв с ней. Существует также мнение, что его действия были скорее нетрадиционными. Исследователи отмечают, что две стороны союза преследовали совершенно разные цели: лузитаны либо просто нуждались в военных специалистах, либо рассчитывали использовать внутриримские распри для упрочения своей независимости; Серторий же планировал сделать лузитанов своим орудием в гражданской войне.

### Закрепление марианцев в Испании

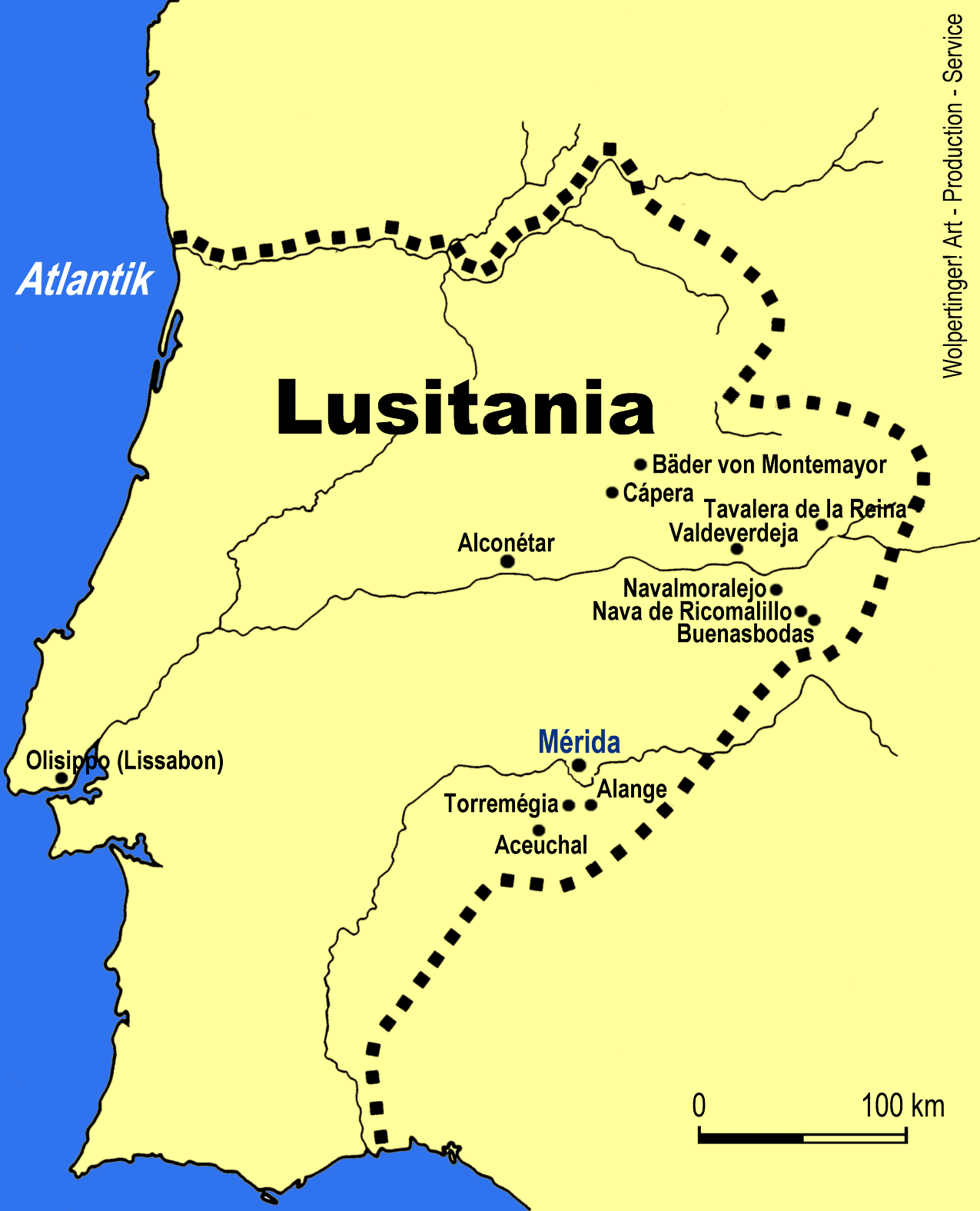
Карта Лузитании

В 80 году до н. э. Серторий переправился из Тингиса в Испанию. Он высадился в окрестностях города Белон с отрядом, в котором было 2600 римлян и 700 мавретанцев. В историографии существует мнение, что именно перед этой высадкой он разбил при Мелларии эскадру сулланца Котты (это мог быть Гай Аврелий или его брат Марк Аврелий); согласно другой гипотезе, эта победа была одержана уже после того, как Серторий закрепился в Испании.
У Белона Сертория ждали более 4 тысяч лузитанов. 8-тысячной армии мятежников противостояли, по словам Плутарха, «120 тысяч пехотинцев, 6 тысяч всадников, 2 тысячи лучников и пращников» . Впрочем, это явный анахронизм: греческий историк описывает ситуацию 74 года до н. э. В 80 году у наместника Дальней Испании Луция Фуфидия могло быть 15—20 тысяч солдат или даже только 10—12 тысяч, и, судя по тому, что он позволил большому лузитанскому отряду дойти до Белона, наместник не вполне контролировал ситуацию в собственной провинции. У наместника Ближней Испании Марка Домиция Кальвина было ещё два легиона.
При Бетисе (предположительно, недалеко от Гиспалиса) произошло первое крупное сражение этой войны. Луций Фуфидий потерпел поражение, причём одних только римлян в его войске погибло 2 тысячи. Ход дальнейших событий не вполне ясен: одни учёные считают, что Серторий ушёл в Лузитанию (согласно этой версии, туда он двигался и до битвы), другие — что он занял часть Дальней Испании. И. Гурин и А. Короленков предполагают, что мятеж поддержала большая часть провинции; правда, это могла быть скорее покорность сильнейшему, чем активное участие в войне.
Нет полной ясности и о том, насколько серьёзную поддержку получил Серторий в Лузитании. Источники сообщают, что на его стороне было только 20 «полисов»; здесь могут иметься в виду укреплённые пункты или просто отдельные общины. При этом И. Гурин считает, что имеются в виду города Бетики, а не Лузитании. Плутарх приписывает Серторию власть «стратега-автократора», но это явное преувеличение: нет информации о том, что Квинт обладал в Лузитании какими-либо полномочиями, кроме военных. События Вириатовой войны показывают, что лузитаны не могли выставить в поле больше 10 тысяч воинов даже при напряжении всех сил. При этом Серторий так и не смог наладить дисциплину в туземной части своей армии. Часто ему приходилось добиваться повиновения не приказом, а разъяснениями. Об этом говорит, в частности, эпизод с двумя конями, описанный рядом античных авторов.
Сразу после высадки Серторий начал прибегать к различным ухищрениям, чтобы укрепить свой авторитет в глазах местных племён. В частности, он выдавал себя за человека, общающегося с богами. Некто Спан подарил ему оленёнка; выросшую белую лань, абсолютно ручную, Серторий объявил «божественным даром Дианы» и говорил, будто это животное сообщает ему сокровенные вещи.

Если он получал тайное извещение, что враги напали на какую-либо часть его страны или побуждали отложиться какой-либо город, он притворялся, что это открыла ему во сне лань, наказывая держать войска в боевой готовности. И точно так же, если Серторий получал известие о победе кого-нибудь из своих полководцев, он никому не сообщал о приходе гонца, а выводил лань, украшенную венками в знак добрых вестей, и приказывал радоваться и приносить жертвы богам, уверяя, что скоро все узнают о каком-то счастливом событии.
— Плутарх. Серторий, 11.
О серториевой лани рассказывает целый ряд источников. Такой выбор священного животного может быть связан с широким распространением культа лани на Пиренейском полуострове. Кроме того, сам Серторий мог стать объектом поклонения как герой-пришелец; в историографии проводят аналогии с культом Публия Корнелия Сципиона Африканского в 200-х годах до н. э. Благодаря этому Серторий смог упрочить свой авторитет.
По предположению А. Шультена, после победы над Фуфидием армия мятежников не росла, оставаясь на уровне примерно в 8 тысяч человек. Ф. Спанн полагает, что Серторий постепенно увеличил свои силы до 20 тысяч воинов. Благодаря этому росту удалось разгромить и наместника Ближней Испании Марка Домиция Кальвина. По одной версии, в 79 году до н. э. квестор Сертория Луций Гиртулей с войском, состоявшим предположительно из провинциалов, вторгся в Ближнюю Испанию и разбил Кальвина с его двумя легионами. По другой версии, ещё в 80 году до н. э. Марк Домиций сам двинулся на юг, чтобы помочь Луцию Фуфидию; предположительно он погиб в бою. В любом случае неудачи сулланских войск в Испании оказались настолько серьёзными, что на них обратил внимание сам Сулла. Он направил на Пиренейский полуостров одного из главных своих сподвижников, своего коллегу по консулату 80 года до н. э., представителя влиятельного рода и двоюродного брата своей жены — Квинта Цецилия Метелла Пия.

### Серторий против Метелла Пия

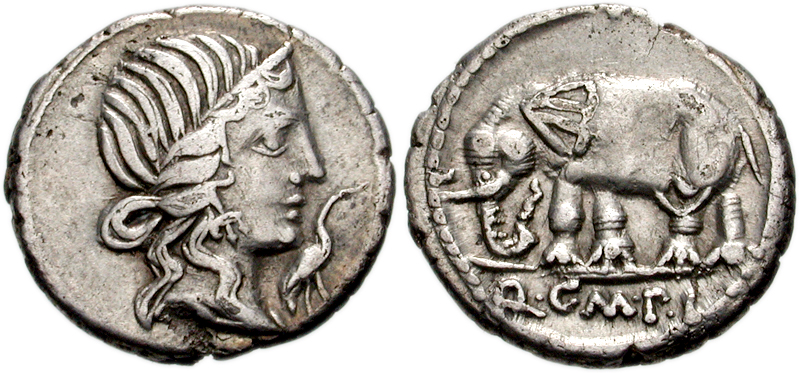
Серебряный денарий Квинта Цецилия Метелла Пия, 81 год до н. э.

В 79 году до н. э. война вступила в новую, более ожесточённую, фазу. Сулланский режим сосредоточил в Испании большие силы под командованием проконсула Метелла Пия, очень опытного полководца. Источники изображают его человеком немолодым, ленивым, склонным «к неге и роскоши». При этом он был всего на несколько лет старше Сертория и очень высоко оценивался последним. И. Гурин предположил, что «старческая вялость Метелла была навязчивым представлением Плутарха».
Под командованием Квинта Цецилия могли быть четыре легиона и вспомогательные войска. Плутарх, говоря о 128 тысячах воинов, сконцентрированных против Сертория, мог иметь в виду ситуацию 79 года до н. э. и включать в этот счёт войска Метелла Пия и наместников Дальней Испании и Нарбонской Галлии. По подсчётам некоторых учёных, одних только сулланских легионеров в обеих Испаниях было не менее 40 тысяч; вспомогательные войска могли достигать ещё большей численности.
Сообщения источников о ходе боевых действий в 79—77 годах до н. э. фрагментарны. На их основании можно уверенно восстановить картину только в самых общих чертах. Армия Метелла заметно превосходила противника в численности, а потому Серторий выбрал партизанскую тактику. Он не начинал больших сражений, а вместо этого беспокоил противника из засад, затруднял ему снабжение, нападал, когда солдаты Метелла начинали разбивать лагерь. Если последний начинал осаду какого-либо города, Серторий начинал действовать на его коммуникациях, мобилизуя иногда на короткий срок огромные силы (Плутарх говорит даже о 150 тысячах воинов). Известен один случай, когда он сам осадил осаждающих.
У Плутарха есть описание осады города Лакобрига. Метелл неожиданно напал на этот город, думая, что основные силы серторианцев далеко. Он рассчитывал за два дня принудить осаждённых к сдаче, лишив их воды, а потому взял продовольствия только на пять дней. Но Серторий смог оперативно доставить в Лакобригу 2 тысячи бурдюков с водой, что расстроило все планы Метелла. Последний был вынужден отправить за продовольствием целый легион, который попал в засаду и был полностью уничтожен. В результате Метеллу пришлось отступить ни с чем.
Создать детальную реконструкцию военных действий попытался А. Шультен. По его мнению, Метелл направил своего легата Луция Тория Бальба в Ближнюю Испанию, но в пути последний был перехвачен Луцием Гиртулеем, потерпел поражение при Консабуре и погиб. В дальнейшем Метелл действовал в Лузитании между реками Ана и Таг. В 79 году до н. э. он из Бетики двинулся в центральную Лузитанию, а потом к Олизиппо. В 78 году он шёл на запад и юго-запад; именно тогда могла произойти осада Лакобриги. Метелл опустошал все земли на своём пути, рассчитывая лишить противника баз снабжения, но не смог что-либо противопоставить партизанской войне, а потому в конце 78 года перешёл к обороне в Турдетании.
Большинство учёных с такой реконструкцией согласны. И. Гурин считает, что военные действия в эти годы шли в Бетике, в северо-восточной части Дальней Испании и на юге Лузитании, но не в глубине этой страны. А. Короленков с этой гипотезой не соглашается, ссылаясь на то, что Бетика, в отличие от Лузитании, для партизанской войны не подходила.
В ходе борьбы с Метеллом Серторий, хотя и смог избежать поражения, всё же потерял большую часть своих позиций в Бетике — по мнению А. Короленкова, «без особого сопротивления». Это должно было рассматриваться как большой успех Метелла. Но армия последнего была настолько ослаблена, что не смогла противодействовать наступлению мятежников в Ближней Испании. Здесь после поражения Тория Бальба в 78 году до н. э. появился сулланский наместник Нарбонской Галлии Луций Манлий с тремя легионами. Луций Гиртулей разгромил его при Илерде и заставил бежать с горсткой людей в свою провинцию. Затем в Ближней Испании появился сам Серторий. Плутарх утверждает, что ему подчинились все племена к северу от реки Ибер, но историки считают это преувеличением, хотя и признают переход на сторону мятежников в течение кампании 77 года до н. э. существенной или даже большей части провинции. Важнейшие города — Новый Карфаген, Тарракон, Гракхурис — видимо, остались под контролем сулланцев.
В 77 году до н. э. Серторий получил помощь из Италии. Ещё в 78 году один из консулов, Марк Эмилий Лепид, поднял мятеж, чтобы свергнуть установленный Суллой порядок, а после поражения переправил свою армию на Сардинию и здесь вскоре умер. Его преемник по командованию Марк Перперна продолжил борьбу. Согласно Орозию, он переправился в Лигурию, откуда угрожал Италии, но был оттеснён к Пиренеям; Эксуперанций сообщает, что Перперна прямо с Сардинии переправился в Испанию. Здесь он намеревался самостоятельно воевать с Метеллом, но солдаты заставили его присоединиться к Серторию. Согласно Плутарху, это произошло, когда выяснилось, что в Испанию движется ещё одна сулланская армия; согласно Аппиану, порядок событий был обратным: сенат направил в Испанию ещё одного командующего, узнав об усилении Сертория. Под командованием Перперны было 53 когорты, то есть более 20 тысяч воинов — в большинстве своём римлян и италиков. Столь существенное подкрепление пришло к Серторию незадолго до взятия им Контребии, то есть предположительно не позже, чем в сентябре 77 года до н. э.
И Перперна, и Серторий были преториями (бывшими преторами). При этом Перперна обладал явным формальным преимуществом как сын и внук консулов, а потому мог претендовать на общее командование; только требования солдат заставили его подчиниться «новому человеку». Существует гипотеза, что Серторию на этом этапе пришлось вступить в жёсткую борьбу за власть. Именно к этому моменту может относиться рассказанная Плутархом история о том, что Квинт, получив известие о смерти своей матери, на семь дней отстранился от всех дел; он мог просто шантажировать своих соратников отказом от командования, чтобы получить максимум полномочий. Из этой схватки он вышел победителем, но неоднородность его окружения, усилившаяся из-за появления Перперны, позже сыграла свою негативную роль.

### Держава Сертория
К осени 77 года до н. э. Серторий достиг апогея своего могущества. На тот момент он контролировал обширные территории в Испании. Это были Лузитания (полностью или частично), центральная часть Пиренейского полуострова, часть Дальней Испании, средиземноморское побережье за исключением отдельных пунктов, среднее течение Ибера и территории к северу от этой реки вплоть до земель васконов. Это была по крайней мере половина всей территории Испании. Точно известно, что сулланцы сохраняли влияние в Бетике (по крайней мере, в восточной её части) и в большинстве римских и финикийских городов. Тем не менее Серторий смог создать обширное и сильное государство, представлявшее серьёзную опасность для сулланского режима.
Аппиан сообщает, что, помимо Испании, власть Сертория признали сопредельные области. Здесь могла иметься в виду часть Римской Галлии: её жители нанесли в 78 году до н. э. окончательное поражение Луцию Манлию, что многие историки считают аргументом в пользу влияния Сертория на этот регион.
Могли существовать определённые контакты между мятежниками и римской политической элитой. Плутарх сообщает, что «бывшие консулы и другие наиболее влиятельные лица» «призывали Сертория в Италию, утверждая, что там многие готовы подняться против существующих порядков и совершить переворот». Считается, что установить достоверность этих данных невозможно: об этих призывах у Плутарха говорит только Перперна, пытавшийся отсрочить свою казнь. В такой ситуации он мог сказать всё, что угодно. Известно, что в Риме ни разу не поднимался вопрос об амнистии для Сертория; это означает, что влияние его гипотетических сторонников было невелико. Высокопоставленные лица, контактировавшие с Серторием (в их числе называют, например, консула 73 года до н. э. Гая Кассия Лонгина), видимо, не планировали его поддерживать.
Среди простых италиков и римлян Серторий мог быть популярен, но какого-либо движения в пользу Сертория в Италии и Риме не было. Тем не менее у отдельных представителей сулланской элиты существовали опасения, что мятеж охватит и Италию. Саллюстий включил в свою «Историю» речь Луция Марция Филиппа, в которой оратор пугает сенат союзом Сертория и Лепида; при этом неясно, существовал ли такой союз в действительности или это скорее фигура речи. По мнению И. Гурина, Серторий совершил серьёзную ошибку, не сосредоточив все свои силы в 79—78 годах до н. э. на захвате Ближней Испании и подготовке к походу в Италию. Тогда, по мнению исследователя, у мятежников были шансы на победу, исчезнувшие после переправы Лепида на Сардинию.
В своём внутреннем устройстве держава Сертория имела двойственный характер. С одной стороны, это был союз испанских общин (по мнению Ю. Циркина, он охватывал почти всю нероманизированную часть Испании). Серторий удерживал власть над этим союзом отчасти как военный предводитель, а отчасти — как патрон отдельных племён, городов и представителей местной знати. Испанцы приносили ему присягу как своему вождю и входили в состав его дружины. Представители отдельных общин собирались вместе для принятия решений о наборе воинов и распределении повинностей. С другой стороны, это была римская политическая структура, которой Серторий управлял как назначенный марианским правительством проконсул. В соответствии с политической практикой той эпохи, срок проконсульских полномочий истекал, только когда их носитель возвращался из провинции в Рим. При этом сулланцы, вероятно, считали власть Сертория нелегитимной с того момента, когда он заключил союз с лузитанами.
Испанских туземцев Серторий не допускал к власти. При этом на правах проконсула он в массовом порядке наделял римским гражданством тех провинциалов, которые поддержали его с оружием в руках. Об этом говорит упоминание Серториев в ряде надписей, обнаруженных в отдельных регионах Испании. Скорее всего, после подавления мятежа гражданство этих людей подтверждено не было.
Для детей туземной знати Серторий создал школу по римскому образцу:

Он собрал в большом городе Оске знатных мальчиков из разных племён и приставил к ним учителей, чтобы познакомить с наукой греков и римлян. По существу он сделал их заложниками, но по видимости — воспитывал их, чтобы, возмужав, они могли взять на себя управление и власть. А отцы необычайно радовались, когда видели, как их дети в окаймлённых пурпуром тогах проходят в строгом порядке в школу, как Серторий оплачивает их учителей, как он раздаёт награды достойным и наделяет лучших золотыми шейными украшениями, которые у римлян называются «буллы».
— Плутарх. Серторий, 14.
Если трактовать этот рассказ буквально, можно понять его так, что родители учеников получали римское гражданство, а выпускники школы должны были причисляться к всадническому сословию и соответственно получать право избираться на высшие должности Римской республики.
Многие исследователи видят в этой школе только способ получения заложников. Для Х. Берве и Ф. Спанна тоги-претексты и буллы — это заведомо несерьёзная затея, прямая мистификация, которую можно поставить в один ряд с рассказами Сертория о лани. Ю. Циркин видит в этом начинании Сертория демагогию, но кроме того — стремление продемонстрировать местной аристократии её перспективы в случае победы и желание опереться в будущем на романизированную знатную молодёжь. Для И. Гурина главное в этом эпизоде — фиксация претензий испанской знати на вхождение в состав римского правящего сословия.
Есть мнение, что при управлении серторианской Испанией существовал принцип коллегиальности. Оно основывается на словах Цицерона о том, что Митридат направил послов к полководцам, с которыми воевали тогда римляне, и на жалобах Перперны на то, что проконсул в конце войны решал все дела, не советуясь со своим окружением (эти жалобы могут означать, что ранее Серторий всё-таки советовался). Тит Ливий сообщает, что после гибели Сертория к Перперне перешёл Imperium partium, и Ю. Циркин предполагает, что речь может идти не только о неформальном партийном лидерстве, но и о некоем официальном статусе.
Согласно ещё одной гипотезе, политический строй в серторианской Испании характеризуется как мягкая диктатура, действовавшая с согласия совещательного органа и местных должностных лиц. При создании государственного аппарата проконсул прибегал не к выборам, а к назначениям, которые могли формально утверждаться советом при нём. В частности, из числа своих сенаторов Серторий назначал преторов и квесторов, которых должно было быть не менее шести. Кроме того, он назначал префектов и легатов, которые иногда совмещали военные функции с гражданскими. В частности, Марк Марий, направленный Серторием в Азию, действовал как наместник преторского ранга. Это подтверждается тем фактом, что Мария сопровождали ликторы с фасциями.
Существовавший при Сертории совещательный орган, вероятно, официально именовался сенатом. Его создание в историографии датируют 78 или 76 годом до н. э. А. Короленков предполагает, что сенат мог появиться только после прибытия в Испанию Перперны, так как до этого в лагере Сертория практически не было лиц сенаторского достоинства. Некоторые учёные считают, что созданием такого государственного органа Серторий хотел подчеркнуть нелегитимность сулланского правительства.
С другой стороны, звучат мнения, что эта мера была неэффективна в таком контексте и уничтожала последние шансы на примирение. Другой причиной создания сената могли стать поиски компромисса с представителями римской знати, прибывшими в Испанию с остатками лепидовской армии. Помимо Марка Перперны, это были патриций Луций Корнелий Цинна, Луций Фабий Испанский, Маний Антоний, Гай Геренний, Марк Марий и другие. Поскольку при обычном порядке пополнения сената не могло набраться 300 членов, Серторий наверняка назначал сенаторов сам. Реальное влияние сената оказалось, по-видимому, не слишком большим. В источниках упоминается только один случай его участия в политике — обсуждение условий союза с Митридатом. Сенаторы одобрили предложенные царём условия, но Серторий позже отказался принимать одно из них, самое важное, — уступку провинции Азия. Отсюда следует, что последнее слово оставалось за проконсулом.
Столицей Сертория была Оска. Большинство исследователей считают, что это современная Уэска в Арагоне. Сохранялось римское деление на провинции: по одному мнению, это были Ближняя и Дальняя Испании, по другому — Кельтиберия и Лузитания с административными центрами в Оске и Эборе соответственно.
Важнейшей опорой Сертория была его армия. О её численности источники говорят только дважды: у Плутарха это 150 тысяч воинов, у Орозия — 60 тысяч пехотинцев и 8 тысяч всадников. В историографии, как правило, принимают данные Орозия, хотя и с некоторыми оговорками: у этого писателя речь идёт о временах битвы при Лавроне, а численность армии мятежников, конечно, не могла оставаться одинаковой в течение всей войны.
Известно, что войско Сертория делилось на когорты. При этом легионы не упоминаются, но, возможно, были и они. Проблема этнического состава армии, видимо, не подлежит решению при нынешнем состоянии источников. В первые годы войны (79—78 до н. э., когда сулланские войска возглавлял Метелл Пий) за Сертория сражались в основном лузитаны. В дальнейшем (в 77—76 годах до н. э.) в состав его армии вошли как минимум 20 тысяч римлян и италиков, пришедшие с Перперной, а также множество кельтиберов. Параллельно шёл приток эмигрантов из Италии. К концу войны этот приток почти прекратился и Сертория вытеснили из большинства романизованных регионов, так что массовая доля испанцев должна была вырасти.
По словам Плутарха, командные должности в повстанческой армии занимали только римляне. По предположениям учёных, туземные отряды всё же возглавлялись племенными вождями. При этом Серторий ввёл во всех частях своей армии «римское вооружение, военный строй, сигналы и команды» . Единого мнения о её боеспособности нет: одни историки высоко оценивают боевые качества серторианцев, другие уверены, что мятежники заведомо уступали солдатам Метелла и Помпея и годились только для партизанской войны. Попытки проконсула привить туземным отрядам начатки дисциплины иллюстрирует рассказанная Плутархом история о двух конях:

[Серторий]… созвал всенародную сходку и приказал вывести двух лошадей: одну совершенно обессилевшую и старую, другую же статную, могучую и, главное, с удивительно густым и красивым хвостом. Дряхлого коня вел человек огромного роста и силы, а могучего — маленький и жалкий человечек. Как только был подан знак, силач обеими руками схватил свою лошадь за хвост и вовсю принялся тянуть, стараясь выдернуть, а немощный человечек стал между тем по одному выдергивать волосы из хвоста могучего коня. Великие труды первого оказались безрезультатными, и он бросил свое дело, вызвав лишь хохот зрителей, а немощный его соперник скоро и без особого напряжения выщипал хвост своей лошади. 9
После этого поднялся Серторий и сказал: «Видите, други-соратники, настойчивость полезнее силы, и многое, чего нельзя совершить одним махом, удается сделать, если действовать постепенно. Постоянный нажим непреодолим: с его помощью время ломает и уничтожает любую силу, оно оборачивается благосклонным союзником человека, который умеет разумно выбрать свой час, и отчаянным врагом всех, кто некстати торопит события».
— Плутарх. Серторий, 16.
В любом случае нанести решающее поражение правительственным войскам Серторий, как известно, не смог.

### Марианцы против Метелла Пия и Помпея

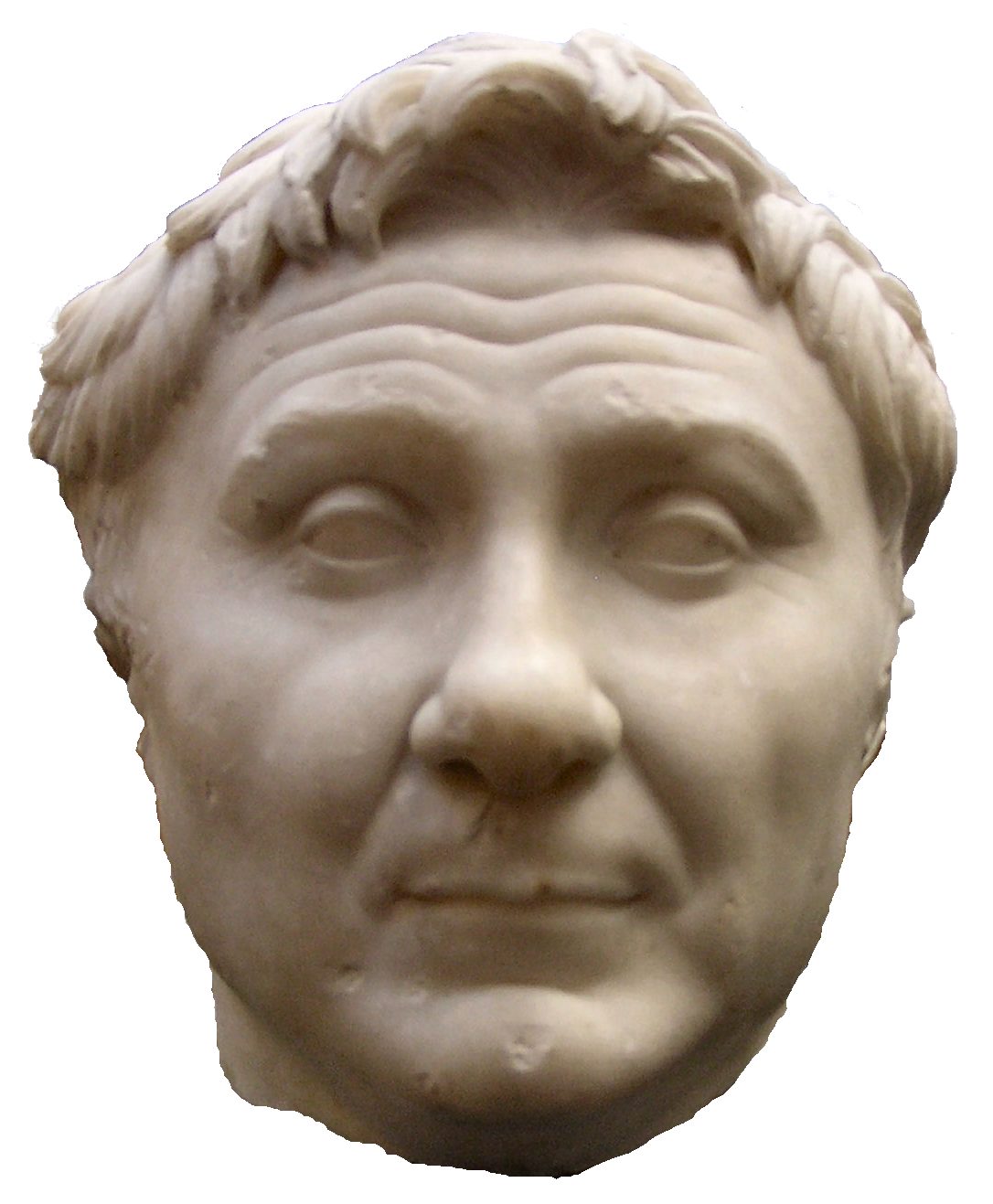
Гней Помпей Великий. Бюст из Новой глиптотеки Карлсберга в Копенгагене

Кампания 77 года до н. э. обозначила перед римским правительством перспективу полного разгрома Метелла Пия и даже похода Сертория в Италию. Поэтому сенат направил в Испанию ещё одного полководца — Гнея Помпея Великого, получившего полномочия проконсула, несмотря на юный возраст и отсутствие опыта высших должностей. Помпей перешёл Пиренеи либо в конце 77, либо в начале 76 года до н. э. В начале очередной кампании на его сторону перешли племена индикетов и лацетанов; возможно, тогда же в Новом Карфагене высадился квестор Помпея Гай Меммий.
Гней двинулся вдоль средиземноморского побережья на юг. В это время Серторий осадил недавно перешедший на сторону римского правительства Лаврон, и Помпей счёл необходимым помочь этому городу. Под его командованием, согласно Орозию, было 30 тысяч легионеров и тысяча всадников, но помимо этого должны были быть и многочисленные вспомогательные части. Некоторое время обе армии стояли под Лавроном, пока, наконец, не произошло сражение. Серторий организовал засаду, в которую попали вражеские фуражиры; Помпей направил на выручку своим один легион, но и тот оказался в окружении. Когда Помпей вывел из лагеря основные силы, Серторий продемонстрировал противнику свою тяжёлую пехоту на вершинах холмов, готовую ударить в тыл. В результате Помпей отказался от полномасштабной битвы и смирился с потерей 10 тысяч воинов. Серторианцы вскоре взяли Лаврон штурмом.
Помпей после этого поражения отступил к Пиренеям. Его престиж серьёзно пострадал: о нём говорили, что он «был поблизости и разве что только не грелся у пламени, пожиравшего союзный город, но на помощь не пришёл». До конца кампании Помпей бездействовал, и некоторые общины, вставшие было на его сторону, могли опять поддержать Сертория. Последний же успешно действовал в Кельтиберии, где занял ряд городов.
Следующий год, 75 до н. э., стал решающим. Серториев план предполагал, что Перперна и Геренний будут удерживать Помпея на северо-востоке, а Луций Гиртулей — защищать южных союзников от Метелла, уклоняясь от большого сражения. Сам Серторий планировал действовать против беронов и автриконов в верховьях Ибера. В историографии этот план характеризуется как кунктаторский; он был построен во многом на недооценке Помпея.
Серторий действительно двинулся весной в верховья Ибера. Сохранился рассказ только о начале этого похода, которое было успешным. Но тем временем Помпей перешёл Ибер, дошёл до Валентии и здесь разгромил Геренния и Перперну. Погибли 10 тысяч мятежников, включая Геренния, а Валентия была взята и разрушена. Весть о столь серьёзном поражении заставила Сертория вернуться на побережье и дать бой противнику. Перед этим он, видимо, присоединил к своей армии остатки войск Перперны.
Помпей со своей стороны, воодушевлённый победой, тоже хотел большого сражения. Согласно Плутарху, он даже торопился дать бой до подхода Метелла, чтобы не делить с ним славу. Встреча двух армий произошла на реке Сукрон. Серторий командовал правым крылом. Помпей, тоже возглавивший правый фланг своей армии, смог потеснить противника на своём участке; прибывший сюда Серторий обратил врагов в бегство. Сам Помпей был ранен и спасся только потому, что преследовавшие его ливийцы захватили его коня в драгоценном убранстве и увлеклись разделом добычи. В это время левый фланг помпеянцев во главе с Луцием Афранием на время взял верх и даже ворвался в лагерь противника. Благодаря появлению Сертория и здесь помпеянцы были отброшены.

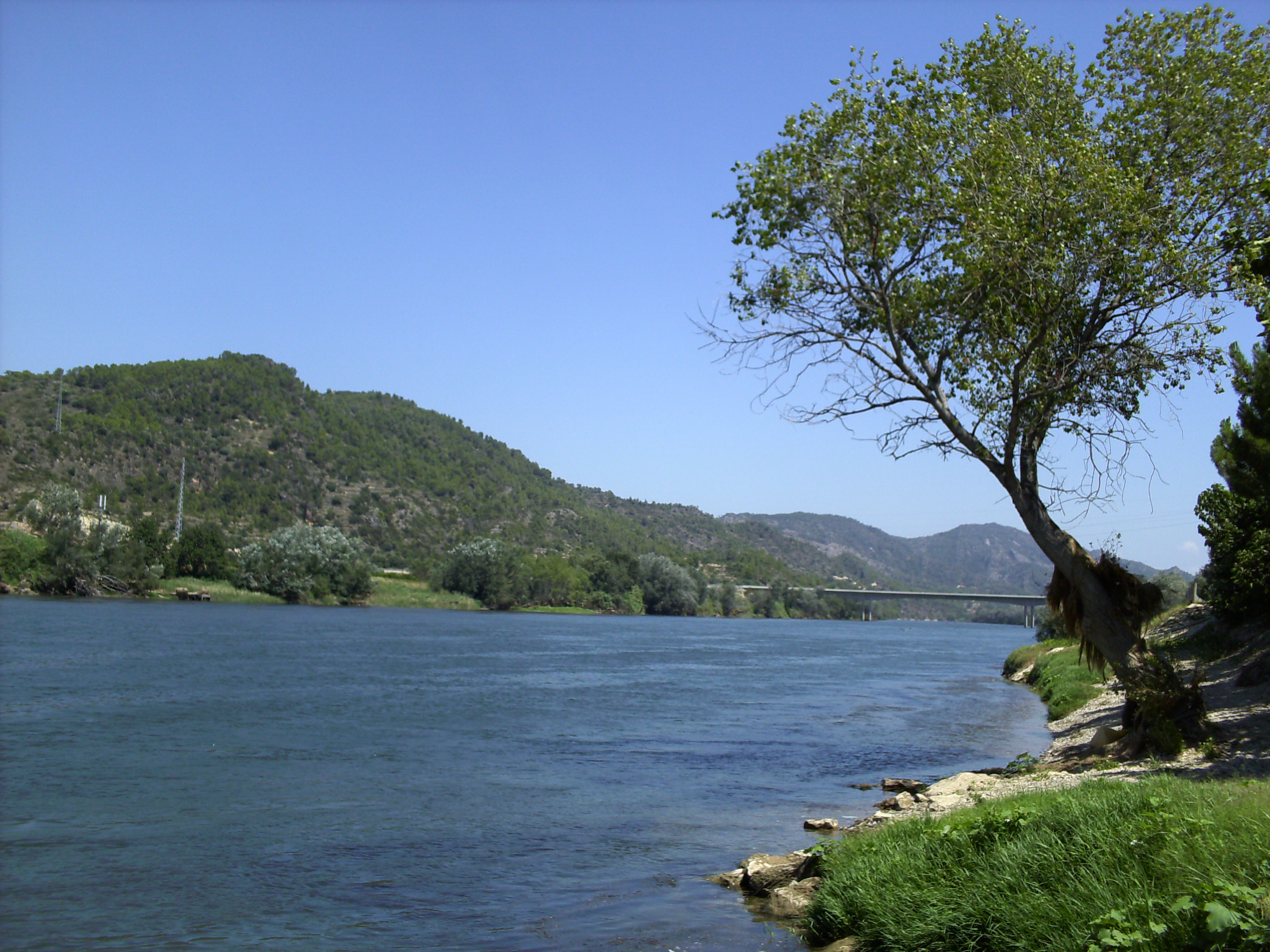
Река Эбро (в античную эпоху — Ибер) в нижнем течении.

Источники антисерторианской направленности изображают это сражение так, будто исход был ничейным. Тем не менее поражение Помпея было очевидным. Серторий не смог уничтожить его армию только потому, что она укрылась в лагере. На следующий день выяснилось, что приближается Метелл, и потому Серторий отступил; согласно Плутарху, он сказал при этом: «Когда бы не эта старуха, я отстегал бы того мальчишку и отправил бы его в Рим».
Метелл накануне похода к Сукрону разгромил Гиртулея при Италике. Квестор Сертория принял бой, несмотря на прямой запрет командующего; некоторые историки считают, что он это сделал, чтобы не допустить объединения сил Метелла и Помпея. Солдаты Гиртулея провели несколько часов на жаре, вызывая врага на бой. Метелл, разместивший самые сильные соединения на флангах, смог окружить противника и нанести ему полное поражение. Погибли 20 тысяч серторианцев, включая самого Луция Гиртулея.
Вследствие этих событий у Сертория осталась только одна армия из трёх, вынужденная противостоять и Помпею, и Метеллу. Ему пришлось оставить надежды добить Помпея и уйти со средиземноморского побережья. Это было полное стратегическое поражение.
Теперь военные действия были перенесены в центральную часть Пиренейского полуострова — в Кельтиберию. Серторию пришлось отступить в земли ареваков, к Сегонтии, а Метелл и Помпей объединили свои силы. Предположительно именно тогда Серторий предложил примирение. Он изъявил готовность «сложить оружие и жить частным человеком, если только получит право вернуться», но его предложение не приняли. Напротив: Метелл объявил награду за его голову в 100 талантов серебра и 20 тысяч югеров земли, а изгнаннику — право вернуться в Рим.
Серторий смог рядом манёвров запереть противника в долине под Сегонтией и заставить его почувствовать острую нехватку продовольствия. Несмотря на выгоду своего положения, ему пришлось вступить в бой — возможно, на этом настояли его воины. Серторий сам принял участие в схватке, атаковав войско Помпея; на этом направлении мятежники одержали победу, причём среди 6 тысяч погибших помпеянцев был квестор Гай Меммий. В то же время войско Перперны понесло тяжёлые потери в бою с Метеллом (5 тысяч убитыми) ; из изложения Аппиана следует, что здесь правительственные войска одержали верх. Серторий пришёл на помощь своему легату: «он теснил врага и пробивался к самому Метеллу, сметая на пути тех, кто ещё держался». Метелл был ранен, но его солдаты всё же заставили противника отступить.
Серторианцы ушли в горную крепость Клуния. Сенатские армии осадили их там, но Серторий смог прорваться и начал партизанскую войну. В конце концов Метелл ушёл в Нарбонскую Галлию на зимние квартиры, а Помпей зазимовал в землях ваккеев после серии манёвров в Васконии. На тот момент обе стороны были на грани истощения; Помпей потребовал от сената подкреплений и денег, заявив, что иначе театром военных действий станет уже Италия. Для римского правительства ситуацию ухудшала необходимость воевать ещё и во Фракии и Исаврии. Но в последующие годы Помпей и Метелл получили необходимые подкрепления, что обеспечило им победу.

### Союз с Митридатом

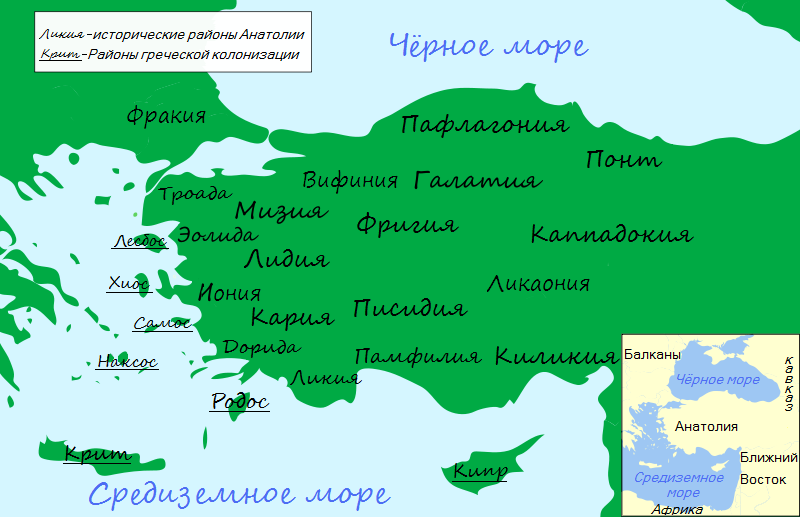
Области античной Малой Азии

Источники сообщают, что Серторий вёл переговоры с одним из злейших врагов Рима — царём Понта Митридатом VI. Этот монарх в те годы заканчивал подготовку к очередной, уже третьей, войне с Римом и нуждался в союзниках. Инициаторами переговоров стали Луций Магий и Луций Фанний, офицеры фимбрианской армии, находившиеся при царском дворе. Они убедили Митридата в целесообразности такого союза, ссылаясь на военные успехи Сертория и силу его армии. Вероятно, они же отправились в Испанию «с адресованными Серторию письмами и с предложениями, которые они должны были передать ему на словах».
Точных датировок этой миссии нет. Цицерон в одной из своих речей против Гая Верреса сообщает, что в 79 году до н. э. Магий и Фанний купили миопарон, «на котором они плавали ко всем врагам народа римского от Диания до Синопы». Поскольку Дианий был военно-морской базой Сертория, некоторые исследователи заключают из этих слов, что уже в 79 году марианский проконсул Испании заключил союз с царём Понта. Согласно другой точке зрения, дата покупки корабля малоинформативна, и в 79 году Митридат ещё старался укрепить мир с Римом. Заключение союза относится к 75 году, и маловероятно, чтобы переговоры велись четыре года.
Предложение Митридата обсуждалось на заседании сената. Царь претендовал на Галатию, Пафлагонию, Каппадокию, Вифинию и римскую провинцию Азия. Большинство сенаторов с этим согласилось. Согласно Плутарху, Серторий отверг главное из требований — относительно Азии; согласно Аппиану, он уступил царю и эту провинцию. Большинство исследователей склоняется к версии Плутарха, одним из исключений является Г. Берве. Митридат обязывался прислать 40 кораблей и три тысячи талантов серебром, а Серторий отправлял на Восток отряд во главе с Марком Марием, становившимся марианским наместником Азии. Союз был скреплён письменным договором. Некоторые античные авторы утверждают, будто, именно заключив союз с Серторием, Митридат счёл возможным начать новую войну против Рима, но это может быть преувеличением.
Учёные расходятся во мнениях о том, получил ли Серторий реальную помощь из Понта. Существует предположение, что начиная с середины 74 года до н. э. армия проконсула получала жалованье только из тех денег, которые присылал Митридат. Серторий мог рассчитывать на то, что Митридат своими действиями заставит римское правительство перебросить часть войск из Испании на Восток, но этого не произошло.

### Гибель Сертория

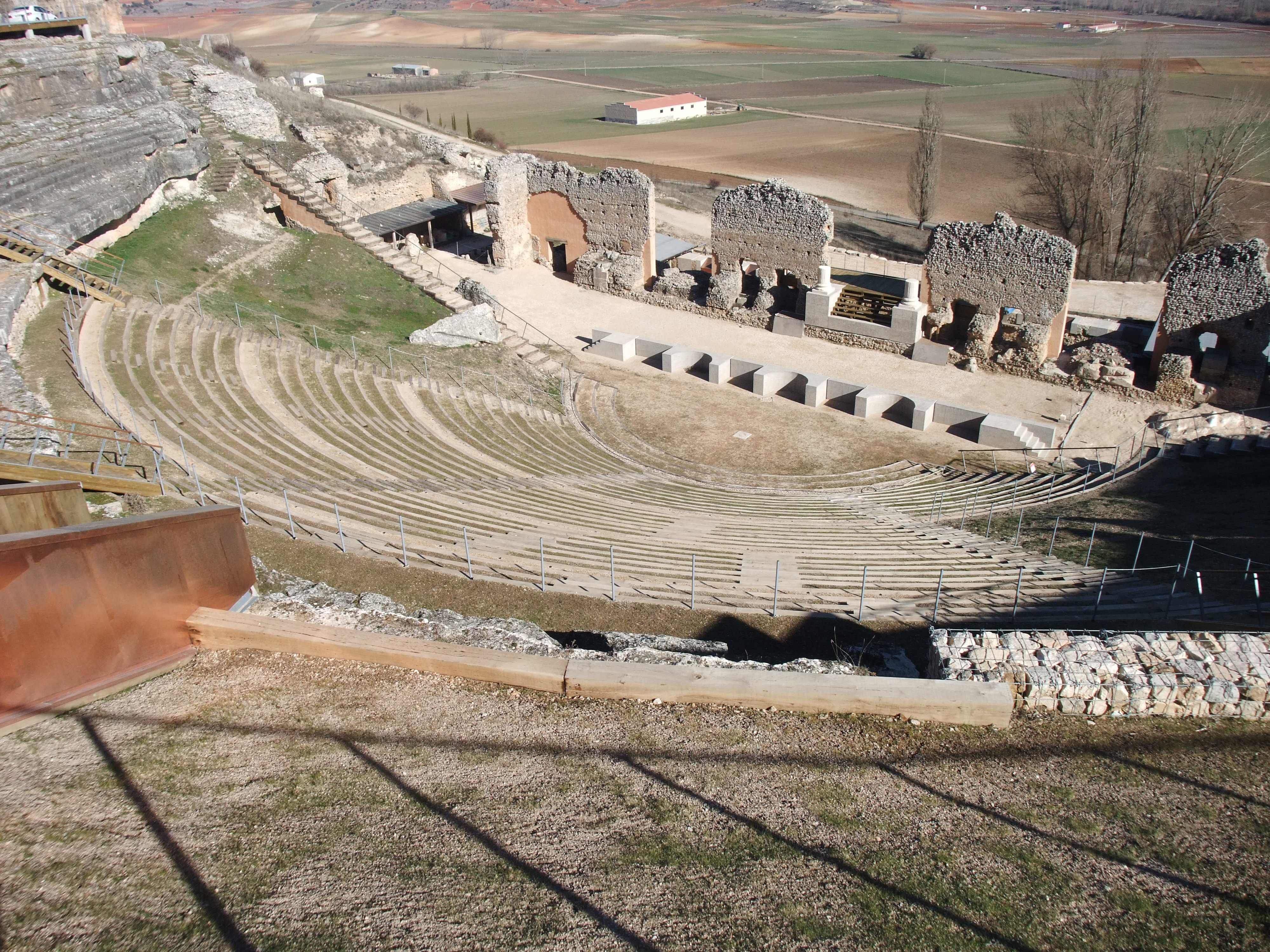
Развалины римского театра I века н. э. в Клунии

После кампании 75 года до н. э. соотношение сил заметно изменилось в пользу сулланцев. Они установили контроль над средиземноморским побережьем, значительной частью Ближней Кельтиберии, землями ваккеев, окончательно вытеснили противника из Дальней Испании. В боях погибла существенная часть войск мятежников. Многие племена перешли на сторону правительственных сил. Серторий счёл себя вынужденным прибегнуть к репрессиям: он разорял поля изменников, казнил или продал в рабство учеников школы для знати в Оске. Обострились и его отношения с римским окружением, многие представители которого считали себя незаслуженно оттеснёнными от власти. Эпитоматор Ливия упоминает «многие жестокости Сертория против собственных людей: он казнил по ложному обвинению в измене многих своих друзей и товарищей по опале». Появились перебежчики, которых в сенатских армиях принимали достаточно милостиво.
Теперь в армии Сертория испанцы безусловно преобладали численно над римлянами и италиками. По мнению А. Короленкова, это «изменило лицо восстания». Тем не менее Серторий продолжал пользоваться огромным авторитетом в глазах большинства своих воинов и до определённого момента мог игнорировать недовольство высших офицеров.
На театре военных действий в 74—73 годах до н. э. ситуация была довольно стабильной. В 74 году между Серторием и Метеллом происходили бои с неясным исходом у Бильбилиса и Сегобриги. Помпей пытался взять Паллантию, но был оттеснён Серторием; последний одержал тактическую победу при Калагуррисе, уничтожив 3 тысячи вражеских солдат. В целом правительственные войска, видимо, расширили свой контроль в Ближней Кельтиберии. О военных событиях 73 года известно только, что Метелл и Помпей заняли ряд до того подчинявшихся Серторию городов; некоторые из них сдались без боя. Некоторые учёные делают из этого вывод, что сенатские войска заняли всю Дальнюю Кельтиберию.
Тем временем приближённые Сертория составили заговор против него. В источниках содержатся две разные версии. Согласно Диодору и Аппиану, Серторий начал действовать как тиран: он перестал считаться с соратниками-римлянами, притеснял испанцев, предался наслаждениям и роскоши, перестал заниматься делами, из-за чего стал терпеть поражения. Видя его жестокость и подозрительность и боясь в связи с этим за свою жизнь, Перперна организовал заговор, который был раскрыт; почти все заговорщики были казнены, но Перперна почему-то уцелел и довёл дело до конца.
Согласно Плутарху, вина за случившееся полностью лежит на Перперне. Этот военачальник, гордый своим высоким происхождением, «лелеял в душе пустое стремление к верховной власти», а потому начал подбивать других высших офицеров к выступлению против командующего. Он говорил, что сенат превратился в посмешище и что римляне стали «свитой беглеца Сертория», на которую «обрушиваются брань, приказы и повинности, словно на каких-то испанцев и лузитанцев». Уже во время подготовки к покушению Перперна узнал, что информация о заговоре начала бесконтрольно распространяться, и перешёл к решительным действиям.
В историографии эти две версии считаются не взаимоисключающими, а дополняющими друг друга. У заговорщиков действительно могли быть претензии к стилю управления, который демонстрировал Серторий в последние годы. При этом Перперна в своей агитации мог преувеличивать склонность своего командира к тирании; именно властолюбие Перперны рассматривается как главная причина гибели Сертория. Плутарх утверждает, будто заговорщики осмелели благодаря победам над сенатскими войсками; в действительности всё могло быть наоборот — поражения подорвали авторитет проконсула. Есть гипотеза, что заговорщики были против партизанской войны и хотели дать врагу генеральное сражение, которого избегал Серторий.
Некоторые учёные связывают заговор с попытками договориться с правившим в Риме режимом. Одни считают, что заговорщики хотели купить примирение ценой головы Сертория; другие — что как раз Серторий стремился к компромиссу, которого не хотело его окружение. Но обе версии не имеют опоры в источниках. К тому же Метелл и Помпей демонстрировали нежелание договариваться даже в те времена, когда дела у мятежников шли заметно лучше.
Подробный рассказ о гибели Сертория оставил Плутарх. Он сообщает, что заговорщики подослали гонца с вестью о большой победе мятежников. Перперна по такому случаю организовал пир, на который пригласил Сертория. Последний, хотя и обрадованный новостями, всё же согласился прийти только «после долгих настояний» . Среди прочих гостей на пиру были Маний Антоний, Луций Фабий Испанский, Тарквиций, секретари Меценат и Версий.

Когда выпивка уже была в разгаре, гости, искавшие предлога для столкновения, распустили языки, и, прикидываясь сильно пьяными, говорили непристойности, рассчитывая вывести Сертория из себя. Серторий, однако, — то ли потому, что был недоволен нарушением порядка, то ли разгадав по дерзости речей и по необычному пренебрежению к себе замысел заговорщиков, — лишь повернулся на ложе и лёг навзничь, стараясь не замечать и не слышать ничего. Тогда Перперна поднял чашу неразбавленного вина и, пригубив, со звоном уронил её. Это был условный знак, и тут же Антоний, возлежавший рядом с Серторием, ударил его мечом. Серторий повернулся в его сторону и хотел было встать, но Антоний бросился ему на грудь и схватил за руки; лишённый возможности сопротивляться, Серторий умер под ударами множества заговорщиков.
— Плутарх. Серторий, 26.

### Последние бои
Командование мятежниками после гибели Сертория перешло к Перперне. Согласно Аппиану, именно глава заговора был указан в завещании Сертория как его преемник, и это обстоятельство усилило недовольство рядовых солдат, возмущённых убийством их вождя. Перперна смог заново подчинить себе римлян и италиков, а несколько позже казнил ряд недовольных из эмигрантской верхушки, включая собственного племянника. А вот испанские племена сразу после смены руководства начали переходить на сторону Метелла и Помпея: видимо, они считали себя клиентами только Сертория, но не его преемника. Перперне пришлось ездить по стране и уговаривать отдельные общины продолжать войну. Чтобы удержать союзников, он отпускал заложников и раздавал гражданские права, но в результате позиции марианцев продолжали слабеть.
Существует предположение, что Перперна, поняв сложность своего положения, ушёл в Галлекию, где держался ещё год или полтора. Противники этой гипотезы обращают внимание на то, что по данным античных авторов Перперна ненадолго пережил Сертория, что его воины после окончательного поражения бежали в том числе в Мавретанию и на Сицилию и что окончательное поражение мятежникам нанёс наместник Ближней Испании Помпей, тогда как Галлекия тяготела скорее к Дальней Испании, которой управлял Метелл Пий. Известно, что последний после гибели Сертория уже не воевал с мятежниками, сосредоточившись на делах своей провинции: Перперна был слишком слабым противником, чтобы сосредотачивать против него армии обоих проконсулов.
Перперне нужно было как можно скорее дать бой правительственным войскам, пока его собственная армия сохраняла управляемость, и поэтому он выступил против Помпея. Уже на десятый день кампании произошло сражение, решившее исход всей войны. По данным Плутарха, Помпей выслал вперёд 10 когорт, которые заманили марианцев в заранее приготовленную засаду. Войско Перперны потерпело полное поражение. Его командир спрятался в кустах, «боясь своих воинов больше, чем вражеских». Его нашли и потащили к Помпею. Перперна кричал, что выдаст тайную переписку Сертория с римскими политиками, но Помпей не стал его слушать и приказал тут же казнить.

## Итоги и последствия
Поражение и гибель Перперны означали конец мятежа. Серторианцы-римляне после этих событий стали массами стекаться к Помпею, прося его о милосердии, и он, как правило, не отказывал: проконсул «готов был всем гражданам-просителям протянуть в залог верности свою непобедимую руку и явить надежду на спасение». В результате большинство серторианцев получило помилование. Некоторые бежали в Мавретанию или в Сицилию, но все они погибли. Примерно в 71 году до н. э. в Риме был принят закон, амнистировавший участников мятежа Лепида, и это коснулось многих сторонников Сертория.
В то же время ряд испанских племён продолжал борьбу против сулланцев. Полководец Помпея Луций Афраний воевал с ареваками и васконами по крайней мере до конца 70 года до н. э.; Метелл Пий, возможно, до 71 года подчинял лузитанов, которые тем не менее до 50-х годов сохраняли относительную независимость. Бетику Метелл обложил контрибуцией — предположительно в наказание за слишком слабое сопротивление, оказанное жителями этого региона Серторию в 80 году. Многие испанцы, отличившиеся в борьбе с мятежниками, получили от сулланских наместников римское гражданство; особенно активно раздавал этот статус Помпей, в результате ставший обладателем обширной клиентелы. Спустя четверть века Гай Юлий Цезарь писал: «из тамошних [кельтиберских] общин те, которые в прошлую войну стояли на стороне Сертория, даже заочно боялись имени и власти Помпея как побеждённые им; с другой стороны, те, которые, в противоположность им, оставались в дружбе с Помпеем, любили его за его большие милости». Благодаря этому помпеянская «партия» пользовалась в Испании поддержкой во время гражданских войн 40-х годов до н. э.
Часть сдавшихся повстанцев Помпей переселил в заложенный им город Лугдунум Конвенарум (лат. Lugdunum Convenarum; современный Сен-Бертран-де-Комменж). Кроме того, Помпей основал город Помпелон (лат. Pompaelo; современная Памплона), а Метелл — город Метеллин (лат. Metellinum; современный Медельин). Проконсулы вернулись в Италию в 71 году до н. э. и отпраздновали триумф в последние дни года (неизвестно, вместе или по отдельности). Ради этой почести они, по словам Флора, «предпочли рассматривать войну с Испанией скорее как внешнюю, чем как гражданскую».
Победа над серторианцами позволила Помпею укрепить свои политические позиции, несмотря на ряд неудач и важную роль в войне Метелла Пия. Рост влияния Помпея настроил против него сенат, а результатом стал союз полководца с оппозиционными силами и демонтаж сулланской политической системы в 70 году до н. э. С другой стороны, из-за Серторианской войны выросло значение военачальников для Римской республики.
В долгосрочной перспективе Серторианская война стала важным этапом романизации Испании, причём существует мнение, что с этой войны романизация и началась. В ходе этого конфликта стали более интенсивными контакты между римлянами и туземцами; представители местных племён впервые получили возможность сыграть важную роль в жизни Рима, и это повысило уровень их самосознания. К тому же известно, что во многих случаях гражданство, пожалованное Серторием или Перперной, осталось за его обладателями.

## Оценки Серторианской войны

### В античной литературе
Первые литературные тексты о Серторианской войне появились ещё до того, как она закончилась. Это были работы, написанные участниками событий из сулланского лагеря — легатами Помпея Марком Теренцием Варроном и Гаем Сульпицием Гальбой, Танузием Гемином, Феофаном из Митилены , предположительно Марком Корнелием Сизенной. Эти писатели явно были настроены в пользу сенатских полководцев, но от их работ ничего не осталось. Возможно, сочинения Варрона, Гальбы и прочих стали источниками для Диодора Сицилийского, который в 37-й книге своей «Исторической библиотеки» рассказал о положении мятежников в последние годы войны. По его словам, Серторий перестал платить жалованье своим сторонникам, хотя и скопил огромные богатства, начал репрессии против недовольных и вообще вёл себя как тиран.
Произведения о Серториевой войне приписывали также Посидонию, который был в Испании во время этого конфликта, но в историографии это считается фальсификацией. Самым ранним автором, чьи сочинения с упоминаниями Сертория сохранились, был Марк Туллий Цицерон. Он называл Серториеву войну «жесточайшей» , «величайшей и ужаснейшей» , заявлял, что для Рима Серторий был более опасен, чем Митридат, и намекал на существование союза этих двух политиков.

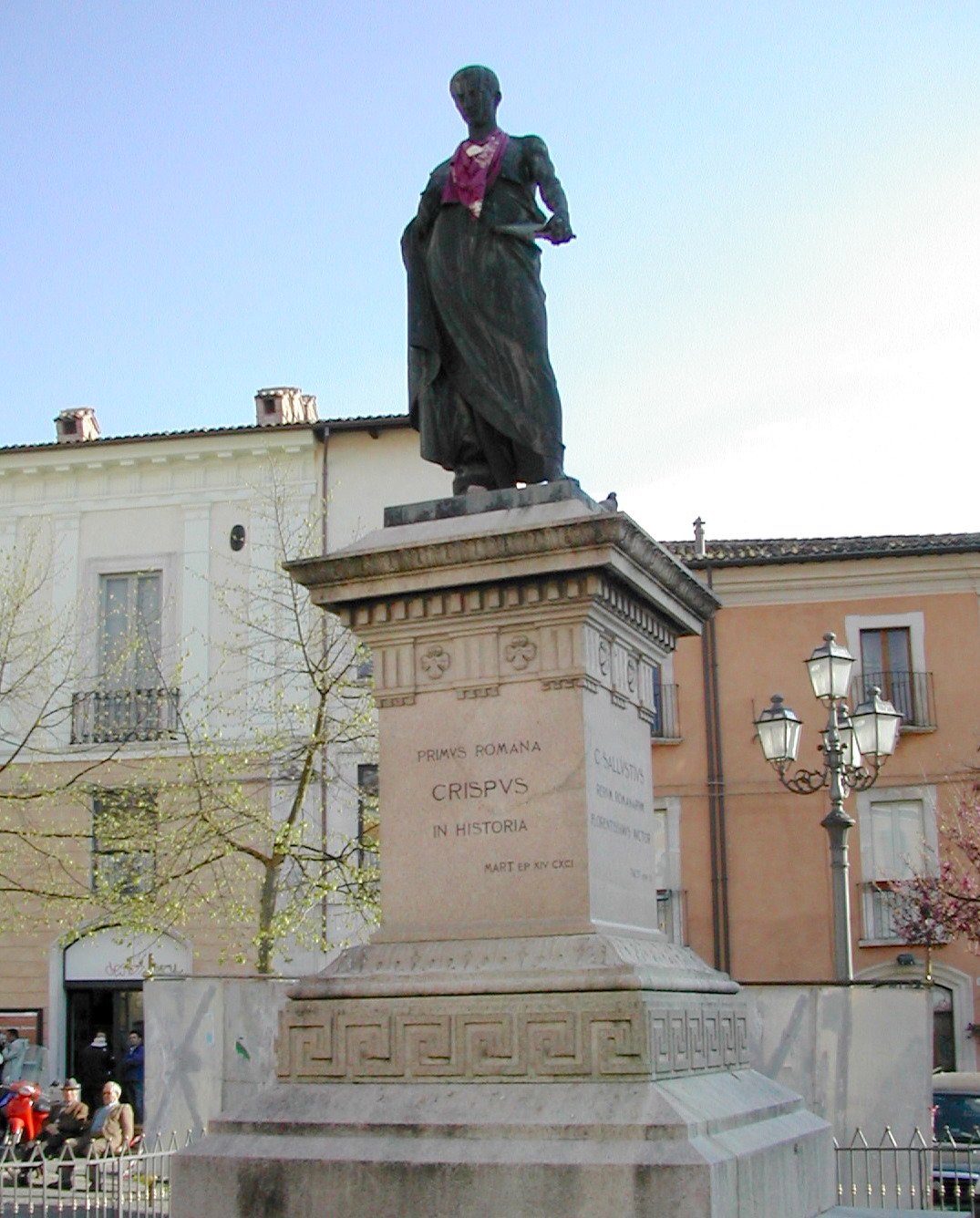
Памятник Саллюстию в Л’Акуиле

Первым сочинением, которое содержало связный рассказ о Серторианской войне и сохранилось (во всяком случае, частично), стала «История» Гая Саллюстия Криспа. Она была написана между 44 и 36/35 годами до н. э. и рассказывала о событиях 78—68 годов.
Из дошедших до нас фрагментов ясно, что мятеж Сертория был одним из центральных событий «Истории» и описывался в связи с событиями в других частях Средиземноморья. Саллюстий использовал работы Сизенны, Варрона, документы и рассказы очевидцев из обоих враждующих лагерей. Он стал основателем просерторианской традиции в античной литературе. Историк, который мог питать симпатию к Серторию как его земляк, «новый человек», враг знати и недруг Помпея, заявил о своём намерении защитить репутацию Квинта и рассказать о его заслугах, оказавшихся в забвении из-за предвзятости более ранних авторов. Серторий предстаёт в изображении Саллюстия храбрым воином, «добрым и умеренным» человеком, безупречным магистратом; ему противопоставлены явно отрицательные персонажи Сулла, Метелл Пий и Помпей.
Автор «Истории Рима от основания города» Тит Ливий, работавший во времена Августа, рассказал о мятеже Сертория в книгах с 90 по 96, от которых остались только краткие извлечения (периохи) и фрагмент 91-й книги. Сертория он изобразил в негативном свете, из-за чего всю последующую антисерторианскую традицию в античной историографии часто называют ливианской. Этот историк преувеличивает успехи сенатских армий, утверждая, будто битва при Сукроне закончилась не поражением Помпея, а ничьей, и будто в сражении при Сегонтии армия мятежников была обращена в бегство, а также наделяет Сертория чертами классического тирана. Тем не менее после рассказа о гибели Квинта сообщается, что он «показал себя отличным полководцем».
Гай Веллей Патеркул, продолживший ливианскую традицию, характеризует мятеж как «страшную войну», разожжённую Серторием. По его словам, Серторий «более хвалил Метелла, но сильнее боялся Помпея», и убийцы Квинта «отняли у Рима верную победу».
«Эпитомы» Луция Аннея Флора, которого тоже причисляют к ливианской традиции, не дают новой фактической информации; их автор старался сформировать у читателей общее впечатление о войне, а потому пренебрегал фактами и хронологией в пользу риторики. Флор даёт неоднозначную оценку событий. Он называет Серториеву войну «наследием проскрипций» и таким образом отчасти её оправдывает; в то же время Квинт для него — носитель «высшей, но пагубной доблести», союзник врагов Рима, разорявший Испанию так же, как его противники.
Подробнее всех античных авторов написал о Сертории Плутарх, создавший, по словам немецкого антиковеда В. Шура, «самый яркий образ героя». В первую очередь греческий писатель опирался на Саллюстия. Относительно других его источников мнения в историографии расходятся. А. Шультен полагает, что Плутарх использовал только «Историю»; Х. Берве видит явное влияние неизвестных источников времён Принципата.

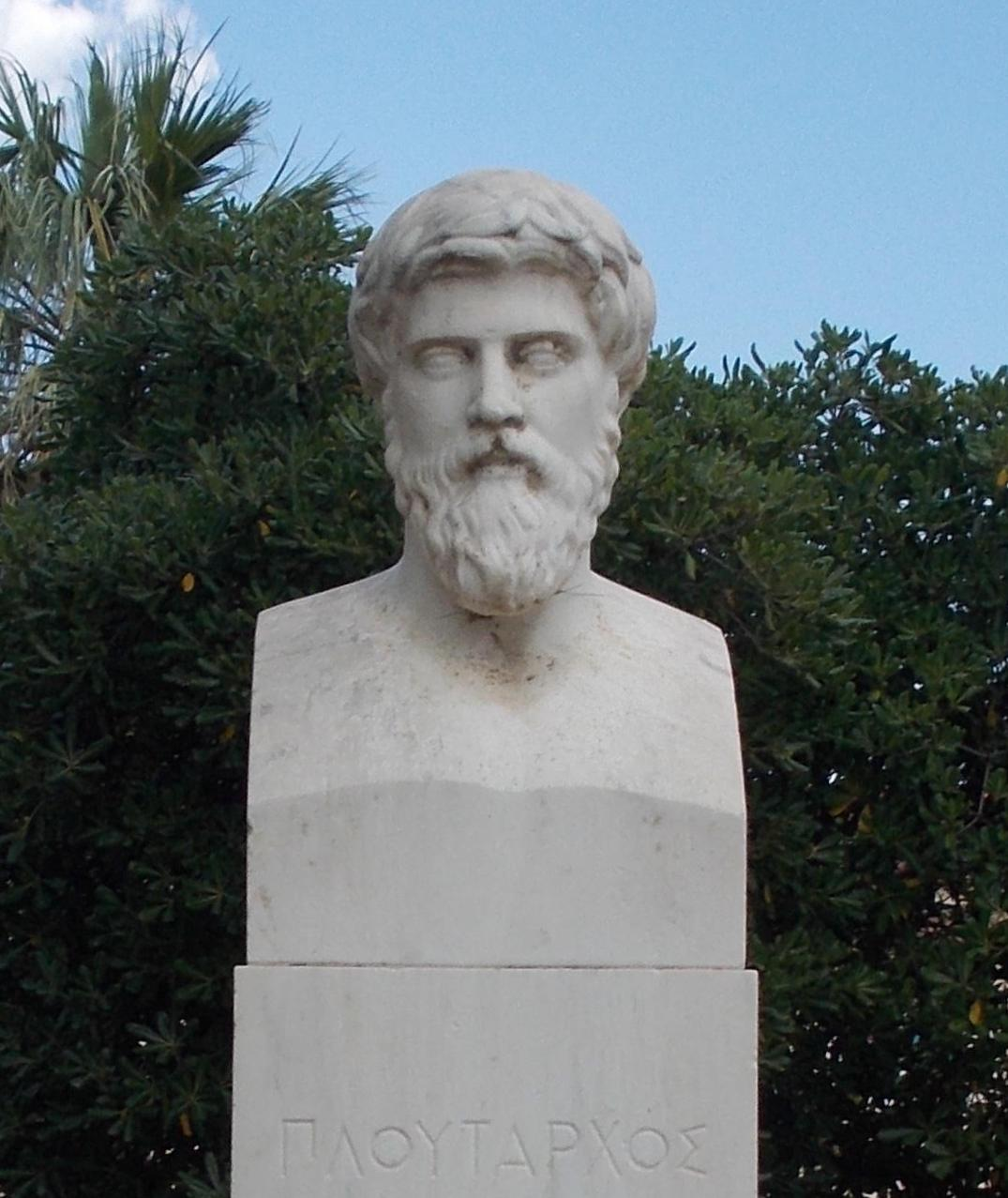
Бюст Плутарха на его родине, в Херонее

Плутарх написал не историю Серториевой войны, а биографию главного её участника, оказавшуюся в паре с жизнеописанием Эвмена из Кардии. В обоих этих политиках писатель увидел патриотов, оказавшихся вдали от дома, до конца боровшихся с врагами и погибших от рук своих. При этом положительная трактовка образа была во многом воспринята Плутархом от Саллюстия. На страницах «Сравнительных жизнеописаний» Серторий оказывается человеком миролюбивым и мягким; как истинный патриот он отказывается отдавать Митридату Азию, держит под жёстким контролем испанцев, не допуская их к власти в провинции; его горячо любят воины. В биографии Помпея Плутарх явно использует другие источники и ничего не пишет о личных качествах Сертория, при этом обращая внимание, что к нему «стеклись все дурные соки гражданских войн». В этом своём произведении греческий писатель старался изобразить в наилучшем свете Помпея, принижая для этого заслуги Метелла Пия; так, исключительно Помпею приписывает он славу победы при Сегонтии. Предположительно Плутарх использовал источники из окружения Помпея Тем не менее созданный им положительный образ Сертория до сих пор имеет огромное влияние, в значительной степени определяя отношение к этому историческому деятелю.
Источниками отдельных фактов о Серторианской войне являются сочинения Валерия Максима, Авла Геллия, Секста Юлия Фронтина. Здесь в центре внимания изобретательность Квинта, которую он использовал, чтобы побеждать врагов и удерживать в подчинении испанцев, сознательно их мистифицируя. Особенно популярными в античной культуре стали истории о лани и о двух конях. Хрестоматийность последнего сюжета может подтверждаться фрагментом из письма Плиния Младшего: этот писатель только упоминает данный эпизод, явно считая его общеизвестным.
Единственный сохранившийся подробный погодный рассказ о Серториевой войне (правда, начиная только с появления в Испании Помпея) содержится в «Римской истории» Аппиана Александрийского, опиравшегося на Ливия, а отчасти, возможно, на Саллюстия и воспоминания Суллы. Аппиан сознательно подбирал компрометирующие Сертория факты. В частности, речь о высадке в Испании, поданной как агрессия. Согласно Аппиану, в последние годы Серторий погрузился в пьянство и разврат, стал жестоким и подозрительным, так что Перперне пришлось его убить из чувства самосохранения. В то же время Аппиан признаёт, что Серторий был талантливым и смелым полководцем и обладал большой популярностью, так что, если бы не его гибель, война продолжалась бы ещё долго.
К началу V века н. э. относятся два последних античных источника на данную тему. Просерторианскую традицию завершил Юлий Эксуперанций, который опирался на Саллюстия. Его работа «Краткое сочинение о гражданских войнах Мария, Лепида и Сертория» носит конспективный характер, но всё же содержит ценную информацию; Серторий в ней описывается с явным сочувствием.
В ливианской традиции последним стал христианский автор Павел Орозий. В своей «Истории против язычников» он уделил большое внимание римским гражданским войнам, и в том числе — Серториевой войне, которую считал одним из величайших бедствий. Орозий постарался показать крайнюю ожесточённость этого конфликта, и его труд содержит много уникальных сведений. Сертория он считает «врагом законной власти», «мужем коварным и дерзостным», «поджигателем… гражданской войны, который после этой войны начал… в Испании другую». Источниками для Орозия, помимо «Истории Рима от основания города», были Флор, Евтропий, Эксуперанций.
Установить хронологию Серториевой войны стало возможным благодаря «Книге о чудесах» Юлия Обсеквента; это единственный автор, указывающий даты конкретных событий этого конфликта.

### В историографии
Интерес к событиям Серторианской войны усилился в эпоху Возрождения. В городе Эвора даже было найдено поддельное захоронение Квинта Сертория с эпитафией. В первой половине XVIII века появилось первое систематическое повествование о мятеже — в составе «Истории Испании» Х. Феррераса. Но начало историографии вопроса учёные связывают с «Историей Рима в эпоху перехода от республиканского устройства к монархическому» В. Друманна. Четвёртый том этого труда, вышедший в 1838 году, содержит биографию Сертория, написанную на материале широкого круга источников. Во многом это только компиляция, хотя и содержащая определённые гипотезы и попытки анализа. Друманн продемонстрировал свой скепсис относительно высоких моральных качеств Сертория и предположил, что этот исторический деятель, как и Гай Марий, был в первую очередь солдатом, а не политиком. Но распространённой такая точка зрения не стала.

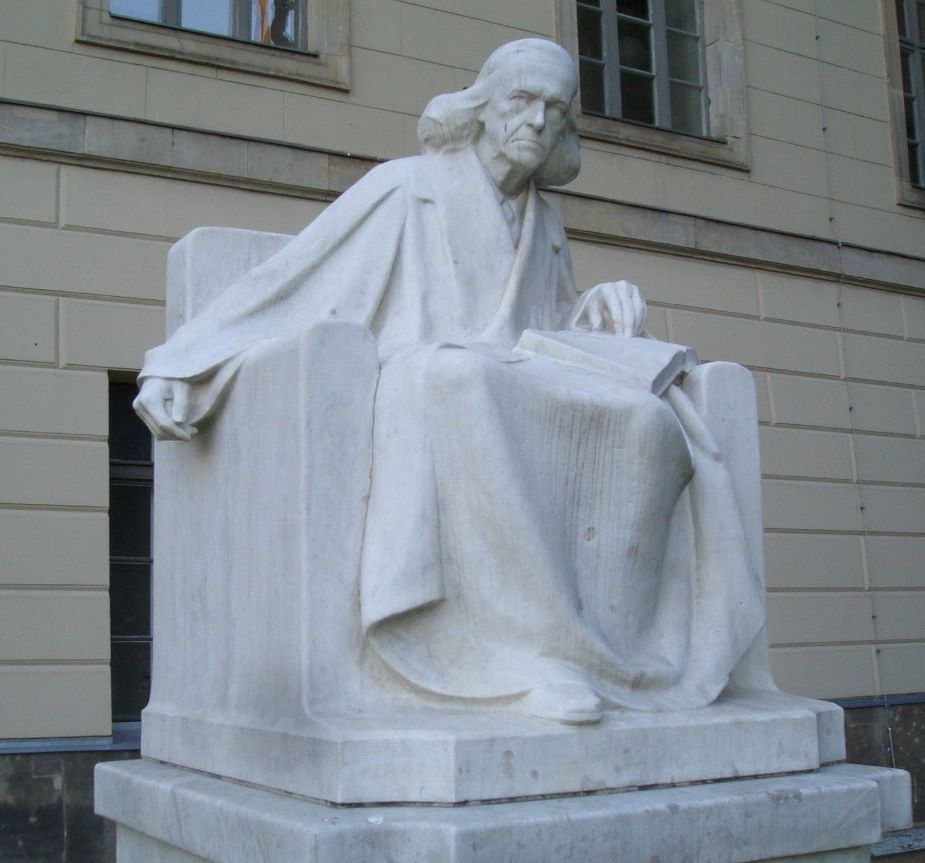
Памятник Теодору Моммзену работы Адольфа Брютта во дворе Берлинского университета

Т. Моммзен в «Истории Рима» уделил личности Сертория и его мятежу много места. Квинт получил самые восторженные оценки: «Один из крупнейших, если не самый крупный», «единственный дельный человек среди революционных бездарностей», «во всех отношениях прекрасный человек», выдающийся полководец, политик, дипломат, обречённый тем не менее на поражение. Созданный Моммзеном образ получил распространение в трудах многих историков конца XIX века; по словам И. Гурина, можно говорить даже о «настоящем культе Сертория в современной литературе». Звучали и возражения. Так, В. Ине назвал необоснованными восторги относительно Сертория-политика. Если Серторий был готов в любой момент сложить оружие и вернуться в Рим как частное лицо или бежать на Острова блаженных, то у него, по мнению Ине, не было каких-либо политических убеждений; он был скорее авантюристом, сделавшим войну своим заработком.
В конце XIX века появились первые специальные работы по данной теме. В 1891 году была опубликована статья П. Беньковского «Критические исследования о хронологии и истории Серториевой войны». В 1891—1893 годах Б. Мауренбрехер опубликовал двухтомное комментированное издание «Истории» Саллюстия, содержавшее в том числе ценный материал о мятеже Квинта. В 1907 году В. Шталь защитил диссертацию «О Серторианской войне», в которой были тщательно проанализированы все основные источники и был восстановлен ход конфликта.
Очень влиятельной стала монография видного специалиста по античной Испании А. Шультена «Серторий» (1926 год). Учёный воссоздал как биографию заглавного героя, так и ход его мятежа во всех подробностях, включая возможный ход основных сражений. При этом в ряде реконструкций Шультен опирается всё же не на данные источников, а на простую логику. Говоря о личности Сертория, учёный движется в направлении, заданном Моммзеном: для него Квинт — великий полководец и политик, предшественник Цезаря, обладатель высоких моральных качеств. В этой книге, по словам А. Короленкова, «миф о Сертории» достиг своего логического завершения.
Реакцией на монографию Шультена стала статья Х. Берве (1929 год). Её автор доказывал, что деятельность Сертория не имела никакого положительного значения и представляла собой государственную измену (союз с врагами Рима, уступка Азии, создание своего сената). Серторием двигало не благо государства, а собственные амбиции. Эта статья вызвала оживлённую дискуссию и способствовала таким образом преодолению «серторианского мифа».
Среди работ, посвящённых частным вопросам, были статьи Р. Гриспо (1952 год) и У. Беннета (1961 год), в которых пересматривалась традиционная хронология Серториевой войны. Гипотезы этих учёных в дальнейшем оспаривались или уточнялись другими специалистами. С новой точки зрения выступил Э. Габба, предположивший, что Серториева война стала последним актом Союзнической войны: по его мнению, жившие в Испании италики стали основной опорной силой мятежа. Союз же с Митридатом объясняется заинтересованностью жителей Южной Италии в торговле с Востоком.
Определённые промежуточные итоги подвели американцы Ф. О. Спанн и К. Ф. Конрад. Первый из них в 1987 году издал монографию «Квинт Серторий и наследие Суллы», в которой оспорил репутацию Сертория как полководца: по его мнению, Квинт был прекрасным тактиком, но плохим стратегом и годился только на должность легата. К. Ф. Конрад опубликовал в 1994 году плутархову биографию Сертория с обширным комментарием, представлявшим собой полное раскрытие темы с учётом последних достижений науки на тот момент.
В русской историографии данная тема освещалась до середины XX века только в рамках общих обзоров римской истории. О Сертории писали, как правило, в позитивных тонах как о борце против сулланского режима. Одной из первых специальных работ стала диссертация З. М. Куниной «Серторианская война в Испании» (1947 год), где речь шла о «расшатывании рабовладельческого строя» и о «гражданской войне Испании… за свержение римского ига». В оценке личности Сертория Кунина ориентировалась на его апологета А. Шультена.
Проблема характера восстания и взаимоотношений между римлянами и испанцами рассматривается в диссертациях Г. Е. Кавтария и И. Г. Гурина. Последний предположил, что испанцы с 75 года до н. э. играли основную роль в мятеже, превратившемся таким образом в антиримское выступление. Той же проблеме посвятил одну из своих статей Ю. Б. Циркин, считавший, что основная часть романизированного населения Испании не поддержала Сертория; значение мятежа, по мнению учёного, в том, что он стал очередным этапом в романизации региона и, таким образом, ускорил переход от республики к принципату.
В 2000-е годы вышли две монографии на данную тему на русском языке — И. Г. Гурина и А. В. Короленкова. Первый из них посвятил своё исследование исключительно Серториевой войне, поставив задачу пересмотреть ряд традиционных представлений о ней. Второй рассматривает всю политическую биографию Сертория.
Отдельной проблемой в историографии являются цели Сертория; здесь нет единого мнения. Разные исследователи говорят о том, что мятеж был для него попыткой элементарно выжить, создать в Испании альтернативную государственную структуру или разгромить сулланский режим в масштабах всего Римского государства. Державу Сертория характеризуют как «независимую Испанию» , как римско-испанское или испано-римское государство, как «антиРим» (Gegenrom).
В этом контексте исследователи обсуждают известный эпизод, в котором Серторий узнаёт об Островах блаженных — райском месте с благодатным климатом, где можно жить, не зная ни трудов, ни тревог. «Когда Серторий услышал этот рассказ, у него родилось страстное желание поселиться на Островах Блаженных и жить там безмятежно, не ведая ни тирании, ни бесконечных войн». Ни древние авторы, ни в большинстве своём антиковеды не подвергают сомнению правдивость этого рассказа и искренность намерений Сертория. Данный эпизод дал основания говорить о нежелании Квинта участвовать в гражданской войне, об отсутствии у него твёрдых политических убеждений и даже о его малодушии. Среди немногих скептиков П. Тревес, настаивающий на том, что Серторий не мог хотеть поселиться на островах, поскольку долго боролся за победу своей партии и право вернуться на родину. По мнению Тревеса, эта история выдумана Саллюстием. Существует также мнение, что Серторий сам распространил дезинформацию о своей готовности уплыть на острова и даже начал подготовку к плаванию. И. Гурин полагает, что таким образом изгнанник хотел подтолкнуть лузитанов к скорейшему заключению союза; А. Короленков — что объектом дезинформации был сулланский наместник Дальней Испании.